# الدين في كوستاريكا
وجد الاستطلاع الأخير في البلاد الدين في كوستاريكا، والذي أجري في عام 2007 من قبل جامعة كوستاريكا، أن 70.5٪ من السكان يعتبرون أنفسهم من الروم الكاثوليك (44.9٪ ممارسون، 25.6٪ لا يمارسون)، و 13.8٪ من الإنجيليين البروتستانت، وأقر 11.3٪ مهم بأنهم بلا دين، و 4.3٪ أعلنوا أنهم ينتمون إلى دين آخر.

## معرض صور

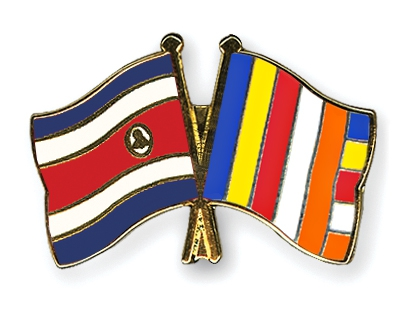
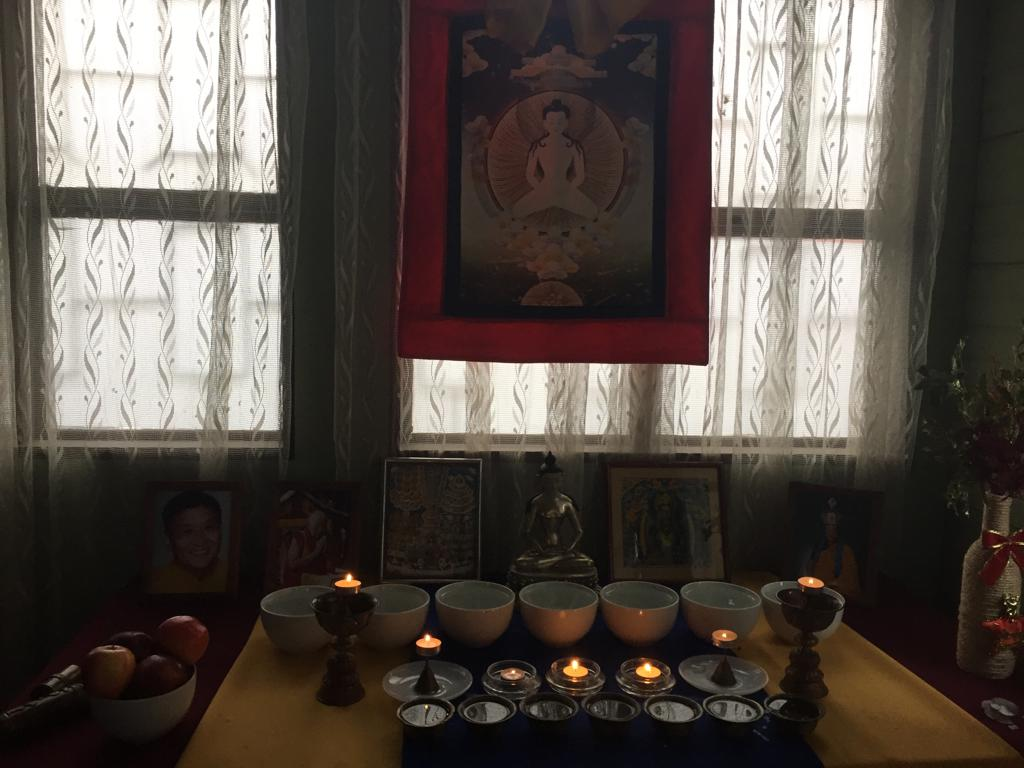
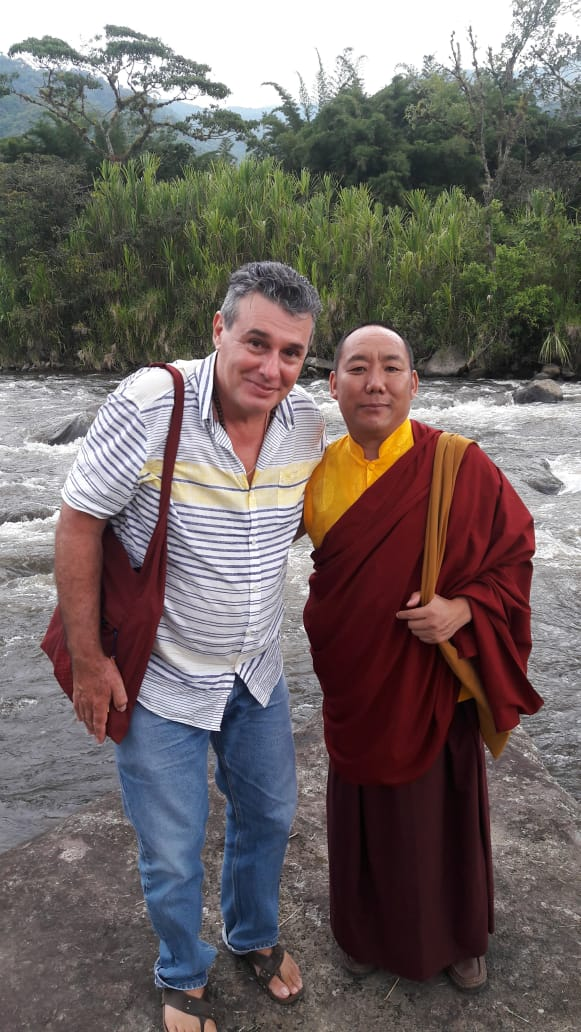
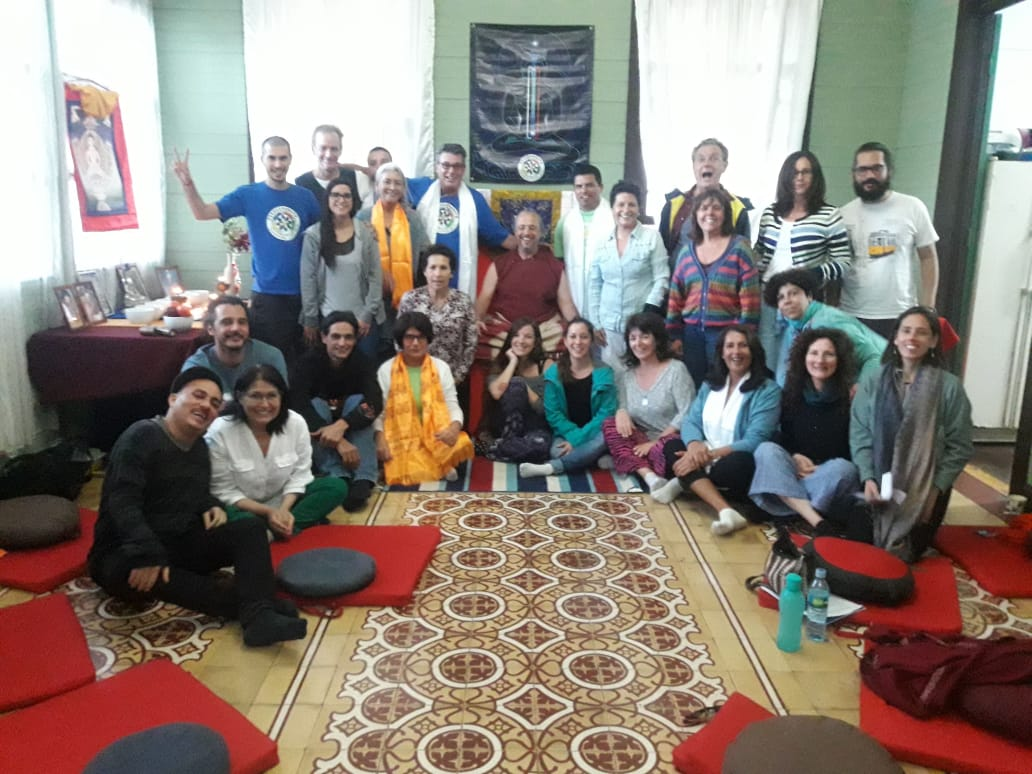
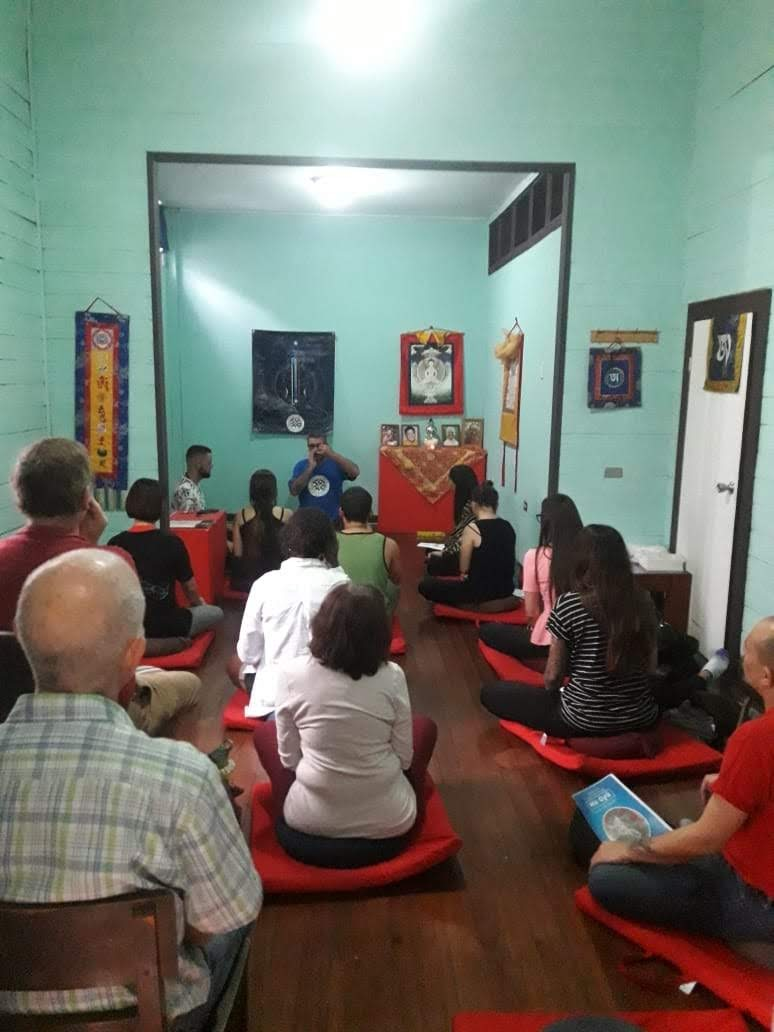
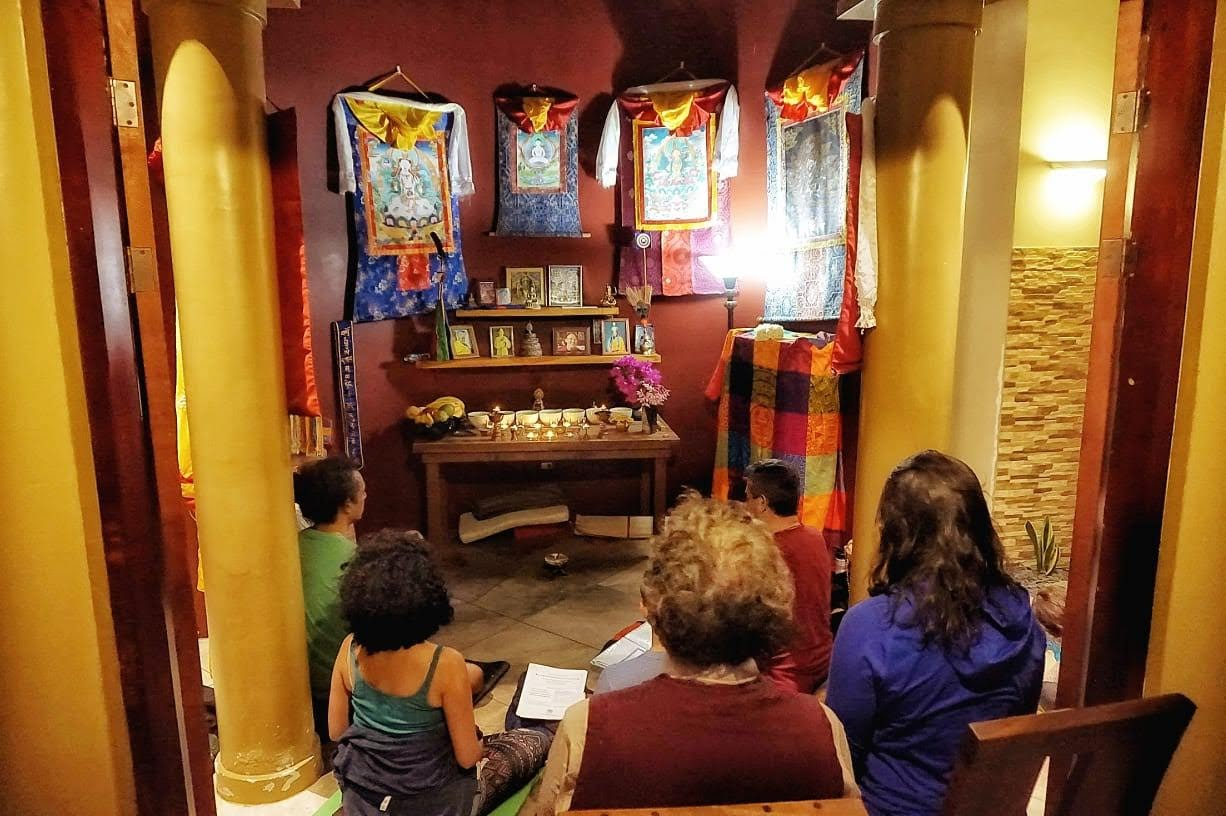